# Laghztsiti
Laghztsiti (georgiska: ლაღზწითი) är ett berg i Georgien. Det ligger i den nordöstra delen av landet, i regionen Inre Kartlien. Toppen på Laghztsiti är 3 856 meter över havet. Närmaste större samhälle är Gudauri, 16 km åt sydost.